# Kreisarbeitsgemeinschaft Schreibende Tschekisten
Die Kreisarbeitsgemeinschaft Schreibende Tschekisten war eine Vereinigung von Lyrikern, die sich aus dem Umfeld des Ministeriums für Staatssicherheit der Deutschen Demokratischen Republik rekrutierten.

## Struktur und Mitglieder
In den frühen 1960er Jahren organisierte das MfS Lyrikabende, um schreibende Mitarbeiter des Geheimdienstes zusammenzubringen. Kurze Zeit später gründete Karlheinz Nobis den Autorenzirkel innerhalb des Wachregiments „Feliks Dzierzynski“. 1982 übernahm Uwe Berger die Kreisarbeitsgemeinschaft, um sie nach dem Willen des MfS stärker als Werkzeug gegen Dissidenten einsetzen zu können, z. B. indem Schriftsteller des ganzen Landes durch die Mitglieder des Arbeitskreises ausspioniert wurden. Die Autoren trafen sich monatlich zur Diskussion und Textarbeit in der Kaserne des Wachregiments in Berlin-Adlershof. Berger selbst spähte dabei auch die Aktivitäten der Mitglieder selbst aus.
Weitere Mitglieder waren Helmut Preißler, Gisela Steineckert, Karlheinz Nobis, Arndt Beger, Jürgen Polinske, Gerd Müller, Alexander Ruika.

## Zielsetzung
Während der Arbeitskreis in der Frühphase seines Bestehens vorwiegend literarische Arbeit für sich selbst betrieb, diente der Zirkel ab der Übernahme durch Uwe Berger vor allem der Bespitzelung anderer Dichter der DDR, der Schulung zum Erkennen subversiver Texte und der Unterstützung von Kampagnen gegen unliebsame Künstler.

## Publikationen
- Wir über uns. Anthologie, 1985 (reprint 1990).[6]